# Ampelisca miops
Ampelisca miops är en kräftdjursart. Ampelisca miops ingår i släktet Ampelisca och familjen Ampeliscidae. Inga underarter finns listade i Catalogue of Life.